# 日本労働組合総同盟
日本労働組合総同盟（にほんろうどうくみあいそうどうめい）は、かつて存在した日本の労働組合のナショナルセンター。略称は総同盟（そうどうめい）。1946年に松岡駒吉（ゼンセン同盟会長）を会長とし、旧総同盟系を中心に結集された。
1950年左派は総評へ参加、右派は全労会議・同盟会議を経て、1964年同盟へ発展的解消。

## 前史
戦前の労働運動は、鈴木文治が明治時代末期に結成した友愛会を発展的に解消した日本労働総同盟（総同盟、略称は同じ）が中心になり推進された。友愛の名が示す通り、キリスト教社会主義者が主導しており、共産主義には批判的であった。政治的立場は、安部磯雄を指導者とする社会大衆党に近かった。
戦時体制が強化されると、労働組合も社会主義中間派が近衛文麿の新体制運動に賛同しながら戦争協力体制に組み込まれる。1939年に産業報国会に組み込まれた左派の全労にひきづられるかたちで、1940年に大日本産業報国会に合流した。

## 沿革

### 戦後の再結成
1945年に第二次世界大戦が終結し、労働運動が復活する。その流れの中で、日本労働総同盟（戦前の総同盟）の後身として、1946年に日本労働組合総同盟が結成される。結成当時の勢力は、組合員数が約86万人。
総同盟は日本社会党支持の姿勢をとり、日本共産党の影響が強い全日本産業別労働組合会議（産別会議）と対峙。だが1947年の二・一ゼネスト後、産別会議などと共に全国労働組合連絡協議会（全労連）を組織した。しかし、GHQが占領政策を転換して反共産主義色を強めると、総同盟と産別会議の対立が再び激化し、1948年に全労連を脱退する。
1950年にGHQの主導で日本労働組合総評議会（総評）の結成が企図されると、参加推進の高野実・重森寿治らの「解体派」と不参加を表明した菊川忠雄・金正米吉らの「刷新派」の対立が表面化。結果的に「解体派」が主導権を握って多くの総同盟系単産が総評へ合流したが、これに反発した菊川・金正らは直に「再建大会」を開催し総同盟は右派色をさらに強めることとなった。

### 発展的解消
1954年、総評からの脱退組が全日本労働組合会議（全労会議）を組織するとこれと協力関係を築き、さらに紆余曲折を経て1964年の全日本労働総同盟（同盟）へと至る。

## 政策
結成当初は資本家的企業整備反対を訴えるなど経営側に対し強い姿勢が目立ったが、 1949年の第4回大会では経営側への強い姿勢を堅持しながらも「世界自由労働同盟の全民主的労組の統一参加と代表派遣の機会を迎え国内的には雪崩れをうって極左勢力から決別し・・・・・一切の民主労組を打って一丸とする一大全国統一をもって吉田内閣の押し付け様とする給与ベース突破の一大共同闘争を起こし、これをテコとして反動攻勢を徹底的に打ち破る」と宣言で反共の姿勢を鮮明にしている。
再建後の1955年に日本生産性本部による生産性運動に対して、「生産性向上運動は労働強化をもたらすものでなく，かえって労働条件の向上，実質賃金の向上をもたらすもの」「生産性向上運動は経済の拡大，発展を通じ雇用量の増大をもたらすべきもの」「生産性向上運動は資本の集中をもたらすものではなく，中小企業の安定とその労働生活の向上をもたらすもの」と評価し、「具体的な諸活動については労働協約を締結し，円滑な推進を図る」と労使協調の姿勢を明らかにした。

## 1948年当時の加盟単産[2]
- 全国繊維産業労働組合同盟（全繊同盟）
- 全国金属産業労働組合同盟（全金同盟）
- 全国化学産業労働組合同盟（化学同盟）
- 全国木材産業労働組合同盟
- 全国食品産業労働組合同盟（全国食品・現在は日本食品関連産業労働組合総連合会）
- 全国進駐軍労働組合同盟（全駐労・現在は全駐留軍労働組合）
- 関東運輸労働組合同盟
- 日本鉱山労働組合（日鉱）
- 全国専売局労働組合（全専売）
- 日本医療団職員組合総連合
- 日本都市交通労働組合連合会（都市交）
- 全国印刷産業労働組合同盟（全印刷）
- 全国土建労働組合同盟（全国土建）

## 歴代会長
- 松岡駒吉：1946年8月1日 - 1952年8月1日[5]
- 金正米吉：1952年8月24日 - 1959年10月15日[5]
- 基政七：1959年10月15日 - 1964年11月10日[5]